# Gomphidia maclachlani
Gomphidia maclachlani är en trollsländeart som först beskrevs av Selys 1873.  Gomphidia maclachlani ingår i släktet Gomphidia och familjen flodtrollsländor. IUCN kategoriserar arten globalt som livskraftig. Inga underarter finns listade i Catalogue of Life.